# Bahiddha Nukara
Phraya Bahiddha Nukara (พระพหิทธานุกร (ส่วน นวราช) *1896 ) fue un diplomático Tailandés.

## Biografía
- En 1924 entró al servicio diplomático y fue sucesivamente secretario de embajada en Roma, Londres y París.
- En 1933 regresó a Bangkok como director general del Departamento de Asuntos Políticos del Ministerio de Relaciones Exteriores.
- Del 01 de noviembre de 1937 al  14 de junio de 1940 fue Ministro plenipotenciario en París (Francia).
- Después de la caída de París fue a Suiza, y pasó los años de la guerra allí.
- En 1945 fue nombrado Ministro plenipotenciario en Roma (Italia).
- De 1946 a 1947 fue Ministro plenipotenciario en Berna (Suiza).
- En 1948 fue Ministro plenipotenciario en Moscú (Unión Soviética).
- En 1950 fue embajador en Rangún (Birmania).[2]
- Del 19 de octubre de 1950 a febrero de 1953 fue Embajador en Londres.
- De febrero de 1953 a 1954 fue Subsecretario Permanente del Ministerio de Relaciones Exteriores en Bangkok.
- De 1955 a 1956 fue embajador tailandés en Nueva Delhi.[3]